# Кополикио (Изернија)
Кополикио је насеље у Италији у округу Изернија, региону Молизе.
Према процени из 2011. у насељу је живело 78 становника. Насеље се налази на надморској висини од 617 м.